# 659 г. пр.н.е.

## Събития

### В Азия

#### В Асирия
- Цар на Асирия е Ашурбанипал (669/8 – 627 г. пр.н.е.).[1]
- Шамаш-шум-укин (668 – 648 г. пр.н.е.) е цар на Вавилон и управлява като подчинен на своя брат Ашурбанипал.[2]

#### В Елам
- Царят на Елам е Темпти-Хума-ин-Шушинак (Теуман) (664 – 653 г. пр.н.е.).[3]

### В Африка
- Псаметих (664 – 610 г. пр.н.е.) управлява делтата на река Нил вероятно като номинален васал на Асирия.[4][5]
- Танутамун е цар на Куш (664 – 653 г. пр.н.е.) и номинален фараон на Горен Египет (664 – 656 г. пр.н.е.).[6][7]

### В Европа
- В периода 659/8 г. пр.н.е. Милтиад е архонт в Атина, може би за втори път след 664/3 г. пр.н.е.[8]